# Marco Simoncelli

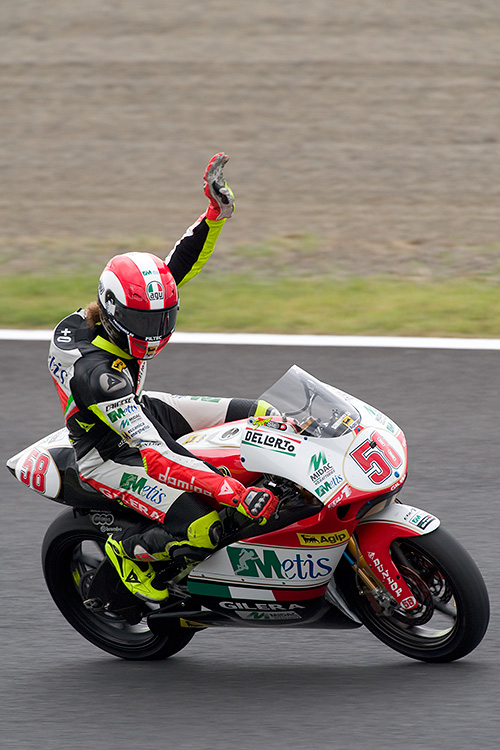
Simoncelli nach seinem Sieg beim Großen Preis von Japan 2008

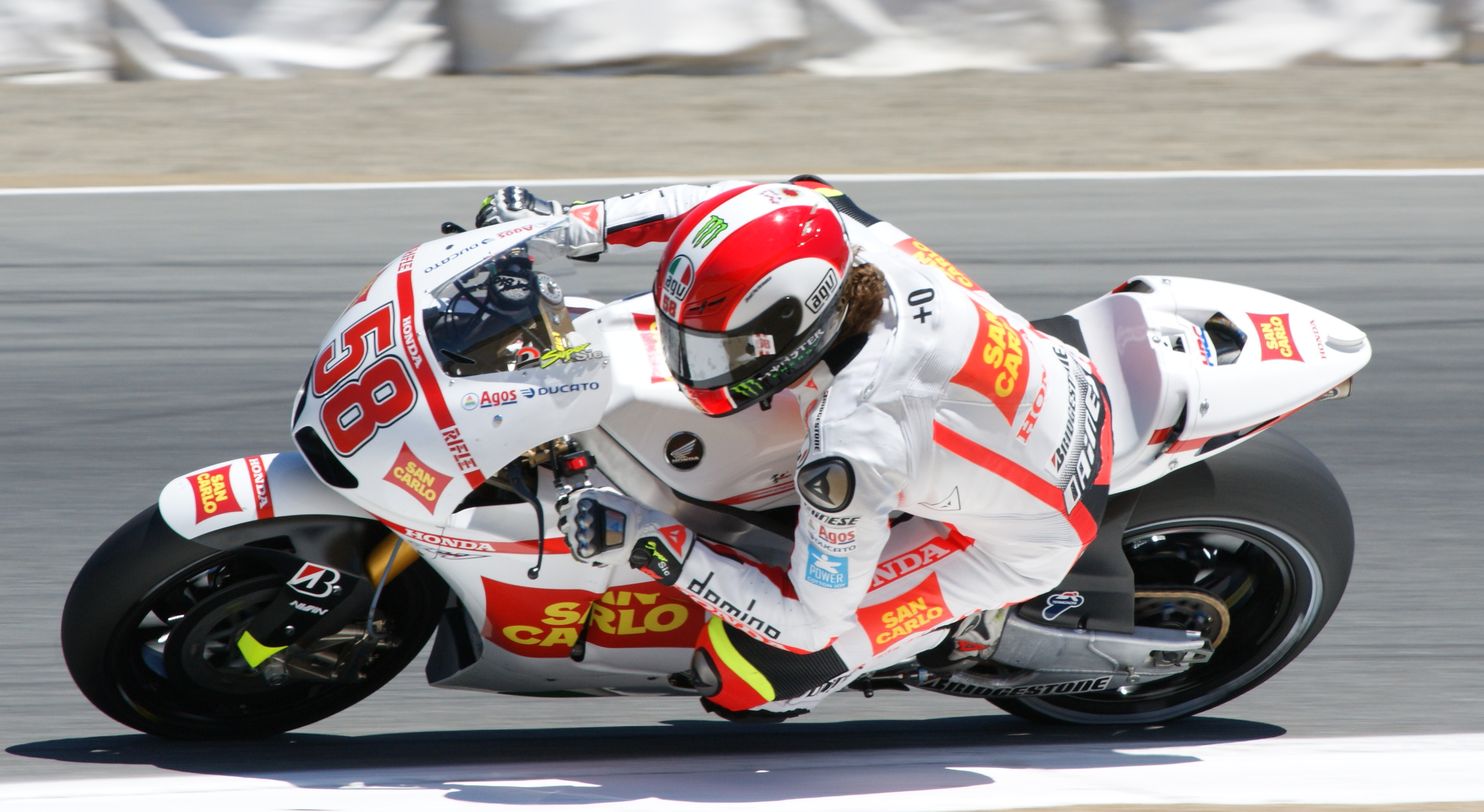
Marco Simoncelli 2010 auf MotoGP-Honda

Marco Simoncelli (* 20. Januar 1987 in Cattolica; † 23. Oktober 2011 in Sepang, Malaysia) war ein italienischer Motorradrennfahrer.
Simoncelli gewann in seiner Karriere insgesamt 14 Grands Prix und wurde 2008 Weltmeister in der 250-cm³-Klasse. Eines seiner Markenzeichen war die Startnummer 58, außerdem trug Simoncelli den Spitznamen SuperSic. Er starb am 23. Oktober 2011 bei einem Rennunfall auf dem Sepang International Circuit in Malaysia im Alter von 24 Jahren.

## Karriere

### Anfänge
Marco Simoncelli wurde zwar in Cattolica geboren, verbrachte seine Kindheit aber in Coriano. Simoncelli begann im Alter von sieben Jahren in seiner Heimatstadt Pocket Bike zu fahren. 1999 und 2000 gewann er die italienische Meisterschaft und wurde im Jahr 2000 Vize-Europameister. Ein Jahr später nahm er an der Honda Trophy teil, wo er zweimal einen Podestplatz errang, sowie an der italienischen 125-cm³-Meisterschaft.

### 125-cm³-Weltmeisterschaft
2002 gewann Simoncelli die 125-cm³-Europameisterschaft. Seine guten Leistungen erbrachten ihm eine Wildcard für die Motorrad-Weltmeisterschaft der Saison 2002 in der 125-cm³-Klasse, wo er auf Aprilia am Großen Preis von Tschechien in Brünn debütierte und in seiner ersten Saison insgesamt sechs Rennen fuhr.
An der Motorrad-Weltmeisterschaft 2003 nahm er, wiederum auf Aprilia, vom Beginn der Saison an teil und erreichte insgesamt sechs Mal die Punkteränge, darunter als bestes Saisonresultat einen vierten Platz beim Großen Preis von Valencia.
In der Motorrad-Weltmeisterschaft 2004 konnte Simoncelli am verregneten Großen Preis von Spanien in Jerez neben seiner ersten Pole-Position seinen ersten GP-Sieg feiern und sich als Regenspezialist hervorheben. Diese Stärke brachte ihm beim Großen Preis von Tschechien seine zweite Pole-Position. Trotz seines ersten Sieges blieb die Saison 2004 für Simoncelli eine durchwachsene Saison mit mehreren Stürzen.
Simoncelli konnte in der Motorrad-Weltmeisterschaft 2005 seine bis dahin erbrachten Leistungen mit einem weiteren Sieg beim Großen Preis von Spanien sowie insgesamt fünf weiteren Podestplätze bestätigen. Dennoch hatte er bereits zur Saisonmitte keine Aussicht auf den Titelgewinn und beendete die Saison mit 177 Punkten an fünfter Stelle. Dies nicht zuletzt wegen seiner Größe von 1,78 Metern, die ihm die Handhabung der 125er Aprilia erheblich erschwerte, was ihn denn auch zum Wechsel in die 250-cm³-Klasse für die folgende Saison bewog.

### 250-cm³-Weltmeisterschaft
In der Motorrad-Weltmeisterschaft 2006 fuhr Simoncelli für Gilera im Team Squadra Corse Metis Gilera. Dort war anfänglich auch Chefingenieur Rossano Brazzi tätig, der zuvor bereits für verschiedene Weltmeister wie Valentino Rossi und Marco Melandri arbeitete. Brazzi fiel jedoch krankheitsbedingt bereits nach wenigen Rennen aus, wodurch das Team technisch den Anschluss verlor. Simoncelli erreichte in seiner ersten Saison in der 250-cm³-Klasse keinen Podestplatz und schloss die Saison mit 92 Punkten an achter Stelle ab.
Gilera ließ ihn in der Saison 2007 nicht mehr das offizielle Werksmotorrad fahren, sondern eine Aprilia LE, die technisch von Aligi Deganello betreut wurde. Die Saison erwies sich wiederum als Durststrecke ohne Podestplatz, mit jedoch verschiedenen Fortschritten auf fahrerischer Ebene. Mit 97 Punkten beendete Simoncelli die Saison an zehnter Stelle.
In der darauf folgenden Saison 2008 fuhr Simoncelli wiederum auf der nicht offiziellen Aprilia LE und erreichte in den ersten neun Rennen gleich zwei Siege, drei zweite Plätze und einen dritten Platz. Danach erhielt er eine verbesserte Werksmaschine und erreichte in den folgenden Rennen weitere vier Siege und zwei dritte Plätze. Mit dem dritten Rang beim Großen Preis von Malaysia in Sepang sicherte sich Simoncelli am 19. Oktober den Weltmeistertitel 2008.

### MotoGP-Klasse
Marco Simoncelli fuhr seit der Saison 2010 für das Team San Carlo Honda Gresini von Fausto Gresini in der MotoGP-Klasse. Sein Teamkollege im Jahr 2010 war Landsmann Marco Melandri. In der Saison 2011 startete er gemeinsam mit Hiroshi Aoyama.

#### Tödlicher Unfall
Beim Großen Preis von Malaysia in Sepang 2011 verunglückte Marco Simoncelli im Alter von 24 Jahren tödlich. In Runde zwei des um 16 Uhr Ortszeit gestarteten Rennens rutschte Simoncelli in Kurve 11, einer schnellen Rechtskurve, das Vorderrad weg. Er versuchte über das rechte Knie Druck auf den Asphalt zu geben, um das Motorrad aus dem Rutschen abzufangen und wieder aufzurichten. Dadurch steuerte er mit dem Motorrad in Richtung Kurveninneres. Der Nachfolgende Álvaro Bautista konnte noch nach innen ausweichen, Colin Edwards und Valentino Rossi jedoch nicht. Edwards Yamaha traf Simoncelli mit voller Wucht im Halsbereich. Dadurch wurde der Kinnriemen (die ECE-Regelung 22/4 Punkt 7.10.5. schreibt eine Kraft von mindestens 3 kN vor, der der Kinnriemen widerstehen muss) in der Helmschale abgerissen und der agv-Helm abgehebelt.
Beim Abtransport des Schwerverletzten zum hinter der Leitplanke stehenden Rettungswagen stürzten die Sanitäter mit der Trage. Ähnliches war bereits ein Jahr zuvor bei der Bergung des tödlich verunglückten japanischen Moto2-Fahrers Shōya Tomizawa beim Großen Preis von San Marino in Misano passiert. Simoncelli starb um 16:56 Uhr (Ortszeit) an schwersten Kopf-, Hals- und Brustkorbverletzungen.
Das Rennen wurde in der zweiten Runde unterbrochen, nicht mehr neu gestartet und nicht gewertet. Am Donnerstag nach dem Rennen wurde Marco Simoncelli in Coriano beerdigt. Nach Daijirō Katō (Suzuka 2003) verlor Teamchef Fausto Gresini schon den zweiten Fahrer seines Teams.

### Auszeichnungen
2013 wurde in Simoncellis Heimatort Coriano ein Denkmal eingeweiht. Das Denkmal hat die Form eines Motorradauspuffes und stößt jeden Sonntagabend für 58 Sekunden bis zu drei Meter lange Flammen aus. Die Idee hierzu stammte von Lino Dainese, dem Präsidenten des Bekleidungslieferanten Dainese, der auch ein enger Freund Simoncellis war. Jener beauftragte den Künstler Arcangelo Sassolino, das Monument anzufertigen. Daneben existiert eine Marco-Simoncelli-Stiftung.
2012 wurde der Misano World Circuit Marco Simoncelli in Misano Adriatico nach Simoncelli benannt.
Am 3. Februar 2014 gab die FIM bekannt, dass Simoncelli im Rahmen des Grand Prix von Italien in Mugello in die MotoGP Hall of Fame aufgenommen werden soll.
Zu Ehren von Marco Simoncelli wurde am Donnerstag vor dem Großen Preis von San Marino 2016 von Dorna-CEO Carmelo Ezpeleta bekannt gegeben, dass die Startnummer 58 in der MotoGP nicht mehr vergeben wird, es sei denn, die Familie Simoncelli entscheidet, dass ein Fahrer diese Nummer verwenden darf.
Seit 2017 geht Marcos Vater Paolo mit einem eigenen Moto3-Team namens SIC58 Squadra Corse an den Start.

## Statistik

### Erfolge
- 1999 – Italienischer Pocketbike-Meister
- 2000 – Italienischer Pocketbike-Meister und Pocketbike-Vize-Europameister
- 2002 – 125-cm³-Europameister auf Aprilia
- 2008 – 250-cm³-Weltmeister auf Gilera
- 14 Grand-Prix-Siege

### Ehrungen
- 2008 – Collare d’Oro al Merito Sportivo (italienischer Sportverdienstorden)
- 2014 – posthume Aufnahme in die MotoGP Hall of Fame

### In der Motorrad-Weltmeisterschaft
| Saison | Klasse  | Team                       | Motorrad     | Rennen | Siege | Zweiter | Dritter | Poles | Schn. Runden | Punkte | Ergebnis    |
| ------ | ------- | -------------------------- | ------------ | ------ | ----- | ------- | ------- | ----- | ------------ | ------ | ----------- |
| 2002   | 125 cm³ | CWF-Matteoni Racing        | Aprilia      | 6      | –     | –       | –       | –     | –            | 3      | 33.         |
| 2003   | 125 cm³ | Matteoni Racing            | Aprilia      | 15     | –     | –       | –       | –     | –            | 31     | 21.         |
| 2004   | 125 cm³ | Rauch Bravo                | Aprilia      | 13     | 1     | –       | –       | 2     | –            | 79     | 11.         |
| 2005   | 125 cm³ | Nocable.It Race            | Aprilia      | 16     | 1     | 1       | 4       | 1     | 1            | 177    | 5.          |
| 2006   | 250 cm³ | Squadra Corse Metis Gilera | Gilera       | 16     | –     | –       | –       | –     | –            | 92     | 10.         |
| 2007   | 250 cm³ | Squadra Corse Metis Gilera | Gilera       | 17     | –     | –       | –       | –     | –            | 97     | 10.         |
| 2008   | 250 cm³ | Metis Gilera               | Gilera       | 16     | 6     | 3       | 3       | 7     | 4            | 281    | Weltmeister |
| 2009   | 250 cm³ | Metis Gilera               | Gilera       | 15     | 6     | 1       | 3       | 3     | 4            | 231    | 3.          |
| 2010   | MotoGP  | San Carlo Honda Gresini    | Honda RC212V | 18     | –     | –       | –       | –     | –            | 125    | 8.          |
| 2011   | MotoGP  | Gresini Racing             | Honda RC212V | 16     | –     | 1       | 1       | 2     | –            | 139    | 6.          |
| Gesamt | Gesamt  | Gesamt                     | Gesamt       | 148    | 14    | 6       | 11      | 15    | 9            | 1255   | 1 WM-Titel  |

Grand-Prix-Siege
| Saison | Klasse  | Rennen                                                             |
| ------ | ------- | ------------------------------------------------------------------ |
| 2004   | 125 cm³ | Spanien                                                            |
| 2005   | 125 cm³ | Spanien                                                            |
| 2008   | 250 cm³ | Italien Katalonien Deutschland Japan Australien Valencia           |
| 2009   | 250 cm³ | Frankreich Deutschland Tschechien Indianapolis Portugal Australien |

Einzelergebnisse
| Saison | 1         | 2         | 3                   | 4                   | 5                      | 6                      | 7           | 8                      | 9                      | 10                     | 11                 | 12           | 13         | 14           | 15         | 16         | 17       | 18       |
| ------ | --------- | --------- | ------------------- | ------------------- | ---------------------- | ---------------------- | ----------- | ---------------------- | ---------------------- | ---------------------- | ------------------ | ------------ | ---------- | ------------ | ---------- | ---------- | -------- | -------- |
| 2002   | Japan     | Sudafrika | Spanien             | Frankreich          | Italien                | Katalonien             | Niederlande | Vereinigtes Konigreich | Deutschland            | Tschechien             | Portugal           |              | Japan      | Malaysia     | Australien | Valencia   |          |          |
| 2002   |           |           |                     |                     |                        |                        |             |                        |                        | 27                     | 13                 | 21           |            | DNF          | DNF        | DNF        |          |          |
| 2003   | Japan     | Sudafrika | Spanien             | Frankreich          | Italien                | Katalonien             | Niederlande | Vereinigtes Konigreich | Deutschland            | Tschechien             | Portugal           |              | Japan      | Malaysia     | Australien | Valencia   |          |          |
| 2003   | 21        | 20        | 14                  | DNF                 | 17                     | 16                     | 20          | 16                     | 12                     | 14                     | DNF                | 11           | DNF        | 11           | DNF        | 4          |          |          |
| 2004   | Sudafrika | Spanien   | Frankreich          | Italien             | Katalonien             | Niederlande            |             | Deutschland            | Vereinigtes Konigreich | Tschechien             | Portugal           | Japan        | Katar      | Malaysia     | Australien | Valencia   |          |          |
| 2004   | DNF       | 1         | DNF                 | DNF                 | 7                      | 7                      | 6           | 10                     | DNF                    | 19                     | 6                  | 6            | 6          | DNF          | DNF        |            |          |          |
| 2005   | Spanien   | Portugal  | China Volksrepublik | Frankreich          | Italien                | Katalonien             | Niederlande | Vereinigte Staaten     | Vereinigtes Konigreich | Deutschland            | Tschechien         | Japan        | Malaysia   | Katar        | Australien | Turkei     | Valencia |          |
| 2005   | 1         | 10        | 6                   | 5                   | DNF                    | 2                      | 4           | [ # 1 ]                | 4                      | 3                      | 3                  | DNF          | 9          | 3            | 3          | 6          | 5        |          |
| 2006   | Spanien   | Katar     | Turkei              | China Volksrepublik | Frankreich             | Italien                | Katalonien  | Niederlande            | Vereinigtes Konigreich | Deutschland            | Vereinigte Staaten | Tschechien   | Malaysia   | Australien   | Japan      | Portugal   | Valencia |          |
| 2006   | DNF       | 8         | 11                  | 6                   | 8                      | 7                      | DNF         | 7                      | 10                     | DNF                    | [ # 2 ]            | 9            | 8          | 10           | 9          | 7          | DNF      |          |
| 2007   | Katar     | Spanien   | Turkei              | China Volksrepublik | Frankreich             | Italien                | Katalonien  | Vereinigtes Konigreich | Niederlande            | Deutschland            | Vereinigte Staaten | Tschechien   | San Marino | Portugal     | Japan      | Australien | Malaysia | Valencia |
| 2007   | 9         | DNF       | 9                   | DNF                 | 6                      | 9                      | 9           | DNF                    | 6                      | 7                      | [ # 2 ]            | DNF          | DNF        | 7            | 7          | 7          | 8        | 11       |
| 2008   | Katar     | Spanien   | Portugal            | China Volksrepublik | Frankreich             | Italien                | Katalonien  | Vereinigtes Konigreich | Niederlande            | Deutschland            | Vereinigte Staaten | Tschechien   | San Marino | Indianapolis | Japan      | Australien | Malaysia | Valencia |
| 2008   | DNF       | DNF       | 2                   | 4                   | 2                      | 1                      | 1           | 2                      | 3                      | 1                      | [ # 2 ]            | 3            | 6          | C            | 1          | 1          | 3        | 1        |
| 2009   | Katar     | Japan     | Spanien             | Frankreich          | Italien                | Katalonien             | Niederlande | Vereinigte Staaten     | Deutschland            | Vereinigtes Konigreich | Tschechien         | Indianapolis | San Marino | Portugal     | Australien | Malaysia   | Valencia |          |
| 2009   |           | 17        | 3                   | 1                   | 2                      | DNF                    | 3           | [ # 2 ]                | 1                      | 4                      | 1                  | 1            | DNF        | 1            | 1          | 3          | DNF      |          |
| 2010   | Katar     | Spanien   | Frankreich          | Italien             | Vereinigtes Konigreich | Niederlande            | Katalonien  | Deutschland            | Vereinigte Staaten     | Tschechien             | Indianapolis       | San Marino   | Aragonien  | Japan        | Malaysia   | Australien | Portugal | Valencia |
| 2010   | 11        | 10        | 10                  | 9                   | 7                      | 9                      | DNF         | 6                      | DNF                    | 11                     | 7                  | 14           | 7          | 6            | 8          | 6          | 4        | 6        |
| 2011   | Katar     | Spanien   | Portugal            | Frankreich          | Katalonien             | Vereinigtes Konigreich | Niederlande | Italien                | Deutschland            | Vereinigte Staaten     | Tschechien         | Indianapolis | San Marino | Aragonien    | Japan      | Australien | Malaysia | Valencia |
| 2011   | 5         | DNF       | DNF                 | 5                   | 6                      | DNF                    | 9           | 5                      | 6                      | DNF                    | 3                  | 12           | 4          | 4            | 4          | 2          | C        |          |

| Legende  | Legende            | Legende                                                          |
| Farbe    | Abkürzung          | Bedeutung                                                        |
| -------- | ------------------ | ---------------------------------------------------------------- |
| Gold     | –                  | Sieg                                                             |
| Silber   | –                  | 2. Platz                                                         |
| Bronze   | –                  | 3. Platz                                                         |
| Grün     | –                  | Platzierung in den Punkten                                       |
| Blau     | –                  | Klassifiziert außerhalb der Punkteränge                          |
| Violett  | DNF                | Rennen nicht beendet (did not finish)                            |
| Violett  | NC                 | nicht klassifiziert (not classified)                             |
| Rot      | DNQ                | nicht qualifiziert (did not qualify)                             |
| Rot      | DNPQ               | in Vorqualifikation gescheitert (did not pre-qualify)            |
| Schwarz  | DSQ                | disqualifiziert (disqualified)                                   |
| Weiß     | DNS                | nicht am Start (did not start)                                   |
| Weiß     | WD                 | zurückgezogen (withdrawn)                                        |
| Hellblau | PO                 | nur am Training teilgenommen (practiced only)                    |
| Hellblau | TD                 | Freitags-Testfahrer (test driver)                                |
| ohne     | DNP                | nicht am Training teilgenommen (did not practice)                |
| ohne     | INJ                | verletzt oder krank (injured)                                    |
| ohne     | EX                 | ausgeschlossen (excluded)                                        |
| ohne     | DNA                | nicht erschienen (did not arrive)                                |
| ohne     | C                  | Rennen abgesagt (cancelled)                                      |
| ohne     | keine WM-Teilnahme |                                                                  |
| sonstige | P/fett             | Pole-Position                                                    |
| sonstige | 1/2/3/4/5/6/7/8    | Punktplatzierung im Sprint-/Qualifikationsrennen                 |
| sonstige | SR/kursiv          | Schnellste Rennrunde                                             |
| sonstige | *                  | nicht im Ziel, aufgrund der zurückgelegten Distanz aber gewertet |
| sonstige | ()                 | Streichresultate                                                 |
| sonstige | unterstrichen      | Führender in der Gesamtwertung                                   |

Anmerkungen
1. ↑  Kein Rennen in der 125-cm³-Klasse
2. 1 2 3 4  Kein Rennen in der 250-cm³-Klasse

### In der Superbike-Weltmeisterschaft
| Saison | Team           | Motorrad     | Rennen | Siege | Zweiter | Dritter | Poles | Schn. Rennrunden | Punkte | Ergebnis |
| ------ | -------------- | ------------ | ------ | ----- | ------- | ------- | ----- | ---------------- | ------ | -------- |
| 2009   | Aprilia Racing | Aprilia RSV4 | 2      | –     | –       | 1       | –     | –                | 16     | 25.      |
| Gesamt | Gesamt         | Gesamt       | 2      | 0     | 0       | 1       | 0     | 0                | 16     |          |